# Drangstedt
Drangstedt község Németországban, Alsó-Szászországban, a Cuxhaveni járásban. Lakosainak száma 1426 fő (2014. január 2.).